# 連邦刑事庁 (ドイツ)

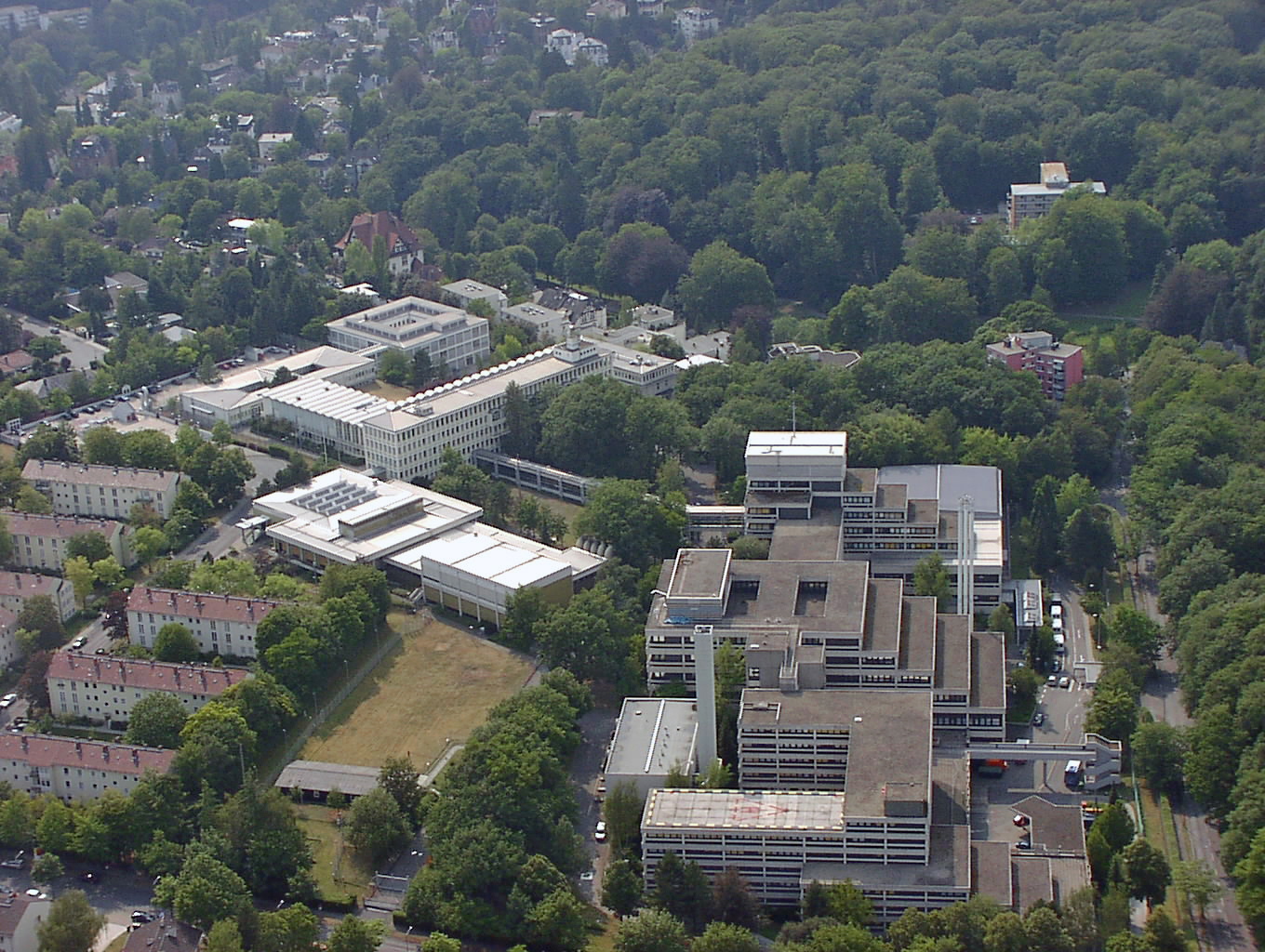
ヴィースバーデンの連邦刑事局本庁

連邦刑事庁（れんぽうけいじちょう、ドイツ語: Bundeskriminalamt, BKA）は、ドイツの警察組織の一つ。連邦政府内務省（BMI）において、刑事警察の中央機関として活動している。2022年度現在、職員数8,139名、2008年現在予算約3億6,100万ユーロ。

## 組織
ドイツは連邦制をとっており、基本法に特に規定がない限りは、権限は基本的にそれぞれの州に属している。警察についても、基本法第70条第1項に基づき、犯罪捜査および防犯は州の警察組織（州警察）の権限となる。しかし例外的に、「刑事警察の中央官庁」と「連邦国境警備官庁」の2つは連邦政府の警察組織として基本法第87条に規定されていた。
このうち、刑事警察の中央官庁として1951年に設置されたのが連邦刑事庁である。各州の犯罪捜査機関である州刑事庁（Landeskriminalamt）を調整・支援するとともに、国際刑事警察機構（ICPO）の国家中央事務局として国際協力にも当たっている。なお「連邦国境警備官庁」にあたるのが連邦警察（旧連邦国境警備隊）であった。
連邦刑事局は、ヴィースバーデンにその本部を置き、市内の3箇所に分かれて配置されているが、その大半がジョージマーシャル通り(George-Marshall-Straße)に位置している。
航空基地であるリンジー・エアー・ステーション(Lindsey Air Station)の他、1993年にアメリカ陸軍が残していった建物の兵舎の一部を使用している。（現在もアメリカ軍が一部入居している。）
またヴィースバーデンの他に、ベルリンとメッケンハイムに支局を有している。

## 任務
約8,100人の連邦刑事局の職員が国内で任務を行っている。その任務は次のものを含む
- 連邦とそれぞれの州警察（特に、州刑事庁）と外国の捜査当局の間の合同捜査の調整を行うこと。
- 全ての重要な犯罪とその犯人のINPOLデータベースを管理し、犯罪情報の収集と解析を行うこと。
- テロ、過激派、スパイ活動、経済犯罪の事件の捜査を行うこと。
- 連邦にいる目撃者の保護をすること。
- アメリカ合衆国の全米行方不明/被搾取児童センター(National Center for Missing & Exploited Children)とよく似た活動である、子供に対する性的犯罪の犠牲者に関する画像と情報を特定し分析を行う情報交換所としての活動を行うこと。

「地方」警察によって要請される場合や、2つ以上の州警察が関係した事件の場合にのみ、連邦刑事局は事件に関与する。連邦捜査官は特別に公的な関心を集めている事件に対して調査を指示することも可能である。連邦刑事局は、また法医学、組織犯罪に対する調査と研究に関して、州に情報を提供する。
また、連邦刑事局は欧州刑事警察機構(Europol)や、シェンゲン情報システムや国際刑事警察機構のドイツの国を代表する支局である。
近接警護部隊(Close Protection Group)はドイツの要人や外国要人を守るメンバーつまりボディーガードであり、連邦刑事局で最も人目につく部分である。特別に選ばれ訓練された人員が特殊な装備と車両で守るべき人物を24時間護衛する。この護衛部隊は現在ベルリンに本部を置いている。

## 長官
- Dr. Max Hagemann - 1951年 - 1952年
- Dr. Hanns Jess - 1952年 - 1955年
- Reinhard Dullien -　1955年 - 1964年
- Paul Dickopf - 1965年 - 1971年
- Horst Herold - 1971年 - 1981年3月
- Heinrich Boge - 1981年3月 - 1990年
- ハンス＝ルドウィッヒ・ツァヘルト - 1990年 - 1996年4月
- Klaus Ulrich Kersten - 1996年4月 - 2004年2月
- Jörg Ziercke - 2004年2月26日 – 2014年12月
- Holger Münch - 2014年12月1日より